# TT Isla de Man de 1959
El TT Isla de Man de 1959 fue la segunda prueba de la temporada 1959 del Campeonato Mundial de Motociclismo. El Gran Premio se disputó del 1 al 6 de junio de 1959 en el circuito de Snaefell Mountain Course.

## Resultados TT Senior 500cc
El Senior TT estaba programado para el viernes 5 de junio, pero fue pospuesto por un día debido a las condiciones climáticas. Pero el clima también fue muy malo el sábado. La carrera comenzó en seco, permitiendo que John Surtees registrara un récord de vuelta permanente de 101.18 millas por hora, pero luego los conductores se enfrentaron a fuertes lluvias y neblina, bajando el promedio de carrera de Surtees a 87.94 millas por hora. Ganó la carrera cinco minutos por delante de Alistair King y diez minutos por delante del tercer hombre Bob Brown. El compañero de equipo de Surtees John Hartle se retiró.
| Pos.    | Piloto         | Equipo    | Tiempo    | Pts. |
| ------- | -------------- | --------- | --------- | ---- |
| 1       | John Surtees   | MV Agusta | 3:00"13'4 | 8    |
| 2       | Alistair King  | Norton    | 3:05"21'0 | 6    |
| 3       | Bob Brown      | Norton    | 3:10"56'4 | 4    |
| 4       | Derek Powell   | Matchless | 3:11"14'2 | 3    |
| 5       | Bob McIntyre   | Norton    | 3:12"27'8 | 2    |
| 6       | Paddy Driver   | Norton    | 3:14"55'4 | 1    |
| 7       | Alan Shepherd  | Matchless | 3:16"27'4 |      |
| 8       | George Catlin  | Matchless | 3:17"33'6 |      |
| 9       | Ralph Rensen   | Norton    | 3:18"08'2 |      |
| 10      | Peter Pawson   | Norton    | 3:18"21'4 |      |
| 11      | Brian Setchell | Norton    | 3:20"15'4 |      |
| 12      | Ron Miles      | Norton    | 3:24"32'2 |      |
| 13      | Bill Smith     | Matchless | 3:26"13'0 |      |
| 14      | Ewan Haldane   | Norton    | 3:28"13'0 |      |
| 15      | Bob Rowbottom  | Norton    | 3:28"18'4 |      |
| 16      | Tom Phillis    | Norton    | 3:36"44'0 |      |
| 17      | Joe Wright     | Norton    | 3:39"00'6 |      |
| 18      | Harry Grant    | Norton    | 3:42"28'6 |      |
| 19      | Fred Stevens   | AJS       | 3:42"44'4 |      |
| 20      | Fred LaBelle   | BMW       | 3:43"31'8 |      |
| Ret     | Eric Hinton    | Norton    | Ret       |      |
| Ret     | Jack Findlay   | Norton    | Ret       |      |
| Ret     | Horst Kassner  | Norton    | Ret       |      |
| Ret     | Alan Trow      | Norton    | Ret       |      |
| Ret     | Arthur Wheeler | AJS       | Ret       |      |
| Ret     | Bob Anderson   | Norton    | Ret       |      |
| Ret     | Derek Minter   | Norton    | Ret       |      |
| Ret     | Dickie Dale    | BMW       | Ret       |      |
| Ret     | Jack Brett     | Norton    | Ret       |      |
| Ret     | John Hartle    | MV Agusta | Ret       |      |
| Ret     | Mike Hailwood  | Norton    | Ret       |      |
| Ret     | Terry Shepherd | Norton    | Ret       |      |
| Ret     | Jim Redman     | Norton    | Ret       |      |
| Fuente: |                |           |           |      |

## Resultados Junior 350cc
John Surtees ganó el Junior sin problemas, pero su compañero de equipo John Hartle fue relegado al tercer lugar por Bob McIntyre, a su AJS 7R estancado en la cuarta vuelta. Después de eso, Hartle también tuvo que luchar los ataques de Alistair King. Geoff Duke terminó cuarto en su última carrera TT.
| Pos. | Piloto         | Moto      | Tiempo    | Pts. |
| ---- | -------------- | --------- | --------- | ---- |
| 1    | John Surtees   | MV Agusta | 2:46"08'0 | 8    |
| 2    | John Hartle    | MV Agusta | 2:49"12'2 | 6    |
| 3    | Alistair King  | Norton    | 2:49"22'6 | 4    |
| 4    | Geoff Duke     | Norton    | 2:50"12'4 | 3    |
| 5    | Bob Anderson   | Norton    | 2:50"59'6 | 2    |
| 6    | Dave Chadwick  | Norton    | 2:51"17'6 | 1    |
| 7    | Bob Brown      | Norton    | 2:51"53'2 |      |
| 8    | Derek Minter   | Norton    | 2:52"13'8 |      |
| 9    | Terry Shepherd | Norton    | 2:53"23'4 |      |
| 10   | George Catlin  | AJS       | 2:53"24'8 |      |
| 11   | Ralph Rensen   | Norton    | 2:55"16'0 |      |
| 12   | Gary Hocking   | Norton    | 2:55"35'2 |      |
| 13   | Ewan Haldane   | Norton    | 2:55"35'4 |      |
| 14   | Eric Hinton    | Norton    | 2:55"43'6 |      |
| 15   | Syd Mizen      | AJS       | 2:56"29'8 |      |
| 16   | Roger Graham   | Norton    | 2:57"25'2 |      |
| 17   | Bill Smith     | AJS       | 2:58"32'8 |      |
| 18   | Derek Powell   | AJS       | 2:59"13'6 |      |
| 19   | Brian Setchell | Norton    | 2:59"41'2 |      |
| 20   | Bruce Daniels  | Norton    | 2:59"51'4 |      |
| 21   | Arthur Wheeler | AJS       | 2:59"59'2 |      |
| 22   | Tommy Robb     | Norton    | 3:00"06'6 |      |
| 25   | Horst Kassner  | Norton    | 3:00"49'8 |      |
| 36   | Jim Redman     | Norton    | 3:06"46'2 |      |
| Ret  | Jack Findlay   | Norton    | Ret       |      |
| Ret  | Ken Kavanagh   | Norton    | Ret       |      |
| Ret  | Tom Phillis    | Norton    | Ret       |      |
| Ret  | Alan Shepherd  | AJS       | Ret       |      |
| Ret  | Alan Trow      | Norton    | Ret       |      |
| Ret  | Bob McIntyre   | AJS       | Ret       |      |
| Ret  | Dickie Dale    | AJS       | Ret       |      |
| Ret  | Mike Hailwood  | Norton    | Ret       |      |
| Ret  | Ed LaBelle     | Norton    | Ret       |      |
| Ret  | Paddy Driver   | Norton    | Ret       |      |

## Resultados Lightweight 250cc
MV Agusta ganó con Tarquinio Provini la Lightweight, con Carlo Ubbiali segundo, pero encontraron mucha oposición del piloto privado Mike Hailwood con su Mondial 250 Bialbero. Desde la sexta hasta la octava vuelta, Hailwood incluso lideró, pero su máquina se detuvo en Brandish Corner. Provini y Ubbiali protagonizaron una carrera emocionante, terminando con solo cuatro décimas de diferencia. Dave Chadwick, que también pilotó con MV Agusta 250 Bicilindrica para la ocasión, terminó tercero. Tommy Robb llevó el "Geoff Monty Special" en cuarto lugar.
| Pos. | Piloto            | Moto      | Tiempo    | Pts. |
| ---- | ----------------- | --------- | --------- | ---- |
| 1    | Tarquinio Provini | MV Agusta | 1:23"15'8 | 8    |
| 2    | Carlo Ubbiali     | MV Agusta | 1:23"16'2 | 6    |
| 3    | Dave Chadwick     | MV Agusta | 1:26"52'4 | 4    |
| 4    | Tommy Robb        | GMS       | 1:27"57'0 | 3    |
| 5    | Horst Kassner     | NSU       | 1:29"43'0 | 2    |
| 6    | Rudi Thalhammer   | NSU       | 1:29"49'6 | 1    |
| 7    | Arthur Wheeler    | NSU       | 1:23"47'0 |      |
| 8    | Josef Autengruber | NSU       | 1:24"02'6 |      |
| 9    | Fron Purslow      | NSU       | 1:25"18'0 |      |
| 10   | Siegfried Lohmann | NSU       | 1:25"59'0 |      |
| 11   | Noël Orr          | NSU       | 1:31"55'6 |      |
| 12   | Billy Andersson   | Velocette | 1:24"10'4 |      |
| Ret  | Luigi Taveri      | MZ        | Ret       |      |
| Ret  | Ernst Degner      | MZ        | Ret       |      |
| Ret  | Horst Fügner      | MZ        | Ret       |      |
| Ret  | Derek Minter      | REG       | Ret       |      |
| Ret  | Mike Hailwood     | Mondial   | Ret       |      |

## Ultra-Lightweight 125 cc TT
El Lightweight 125 cc TT, Tarquinio Provini ganó la carrera con su MV Agusta 125 Bialbero, pero se enfrentó a una considerable oposición de Luigi Taveri con la MZ RE 125 y a Mike Hailwood con su Ducati 125 Trialbero. Taveri realizó la vuelta más rápida, pero le faltaron siete segundos para el final. Honda obtuvo su primer punto en la Copa Mundial porque Naomi Taniguchi envió su Honda RC 142 al sexto lugar. Honda también ganó el premio del equipo por séptimo Giichi Suzuki, octavo Teisuke Tanaka y décimo Junzo Suzuki.
| Pos. | Corredor          | Moto      | Tiempo    | Pts. |
| ---- | ----------------- | --------- | --------- | ---- |
| 1    | Tarquinio Provini | MV Agusta | 1:27"25'2 | 8    |
| 2    | Luigi Taveri      | MZ        | 1:27"32'6 | 6    |
| 3    | Mike Hailwood     | Ducati    | 1:29"44'0 | 4    |
| 4    | Horst Fügner      | MZ        | 1:30"11'6 | 3    |
| 5    | Carlo Ubbiali     | MV Agusta | 1:30"55'6 | 2    |
| 6    | Naomi Taniguchi   | Honda     | 1:34"48'0 | 1    |
| 7    | Giichi Suzuki     | Honda     | 1:37"03'4 |      |
| 8    | Teisuke Tanaka    | Honda     | 1:38"58'6 |      |
| 9    | Tommy Robb        | Ducati    | 1:39"12'2 |      |
| 10   | Fron Purslow      | Ducati    | 1:39"33'2 |      |
| 11   | Junzo Suzuki      | Honda     | 1:41"18'6 |      |
| 12   | Ross Porter       | MV Agusta | 1:43"46'8 |      |
| 13   | Bill Maddrick     | Ducati    | 1:45"29'4 |      |
| 14   | Ken Tully         | Ducati    | 1:46"48'4 |      |
| 15   | Peter Carr        | Ducati    | 1:47"53'4 |      |
| 16   | Leonhard Harfield | LCH       | 1:50"32'2 |      |
| 17   | Chris Percival    | MV Agusta | 1:51"11'6 |      |
| 18   | Gary Dickinson    | MV Agusta | 1:54"50'4 |      |
| Ret  | Ken Kavanagh      | Ducati    | Ret       |      |
| Ret  | Ernst Degner      | MZ        | Ret       |      |
| Ret  | Dave Chadwick     | MV Agusta | Ret       |      |
| Ret  | Bruno Spaggiari   | Ducati    | Ret       |      |
| Ret  | Bill Hunt         | Honda     | Ret       |      |